# Нафтовилучення з пласта
Нафтовилучення з нафтового пласта (нафтовіддача пластів) (рос. нефтеотдача нефтяного пласта; англ. oil recovery ratio, production rate of an oil reservior, нім. Erdölabgabefaktor m, Erdölextraktionsgrad m) — ступінь вилучення нафти з продуктивних пластів у процесі розробки родовища.
Нафтовилучення є одним із основних показників ефективності режиму роботи нафтових покладів і, в цілому, процесу їх розробки.

## Визначення
Для кількісної оцінки Н. використовують коефіцієнт Н. (β) — відношення видобутої кількості нафти до початкових запасів (величини зводяться до стандартних або пластових умов); виражається в частках одиниці або у відсотках. Н. визначається ступенем (повнотою) вилучення нафти з об'ємів продуктивного пласта (об'єкта), які беруть участь у процесі розробки (т. зв. коефіцієнт витіснення βВИТ.), і часток цих об'ємів у сумарному об'ємі нафтонасичених порід пласта (коефіцієнт охоплення βОХОПЛ):
β = βВИТ. βОХОПЛ.
Під коефіцієнтом витіснення βВИТ. розуміють відношення об'єму нафти, який витіснений з області пласта, зайнятої робочим агентом (водою, газом), до початкового вмісту нафти в цій області. Коефіцієнт витіснення залежить, в основному, від кратності промивання (відношення об'єму пропомпованого робочого агента до об'єму пор), відношення коефіцієнтів в'язкості нафти і в'язкості робочого агента, коефіцієнта проникності, статистичного розподілу пор за розмірами і характеру змочуваності порід пласта. У гідрофільних високопроникних пористих середовищах за малої в'язкості нафти, коефіцієнт витіснення нафти водою може сягати 0,8 — 0,9. У малопроникних, частково гідрофобізованих середовищах за підвищеної в'язкості нафти він становить 0,5 — 0,65, а в гідрофобних пластах — не більше 0,25 — 0,4. Разом з тим у випадку витіснення нафти газом високого тиску, вуглекислим газом чи міцелярним розчином, тобто у випадку усунення істотного впливу капілярних сил, коефіцієнт витіснення становить 0,95 — 0,98.
Під коефіцієнтом охоплення βОХОПЛ. розуміють відношення об'єму породи, охопленої витісненням, до всього об'єму нафтовмісної породи. Він характеризує втрати нафти по товщині і площі пласта у зонах зтягувальних рядів видобувних свердловин та розрізувальних рядів нагнітальних свердловин, у неохоплених дренуванням і заводненням зонах, у малопроникних включеннях, шарах, лінзах, пропластках та в застійних зонах, які контактують безпосередньо з обводненими шарами і зонами або відокремлені від них непроникними лінзами і шарами. У дуже розчленованих пластах залишкова нафтонасиченість, яка може сягати 20 — 80 %, істотно залежить від розміщення свердловин, умов розкриття пластів у них, діяння на відокремлені лінзи і пропластки, співвідношення коефіцієнтів в'язкостей нафти і води та ін. У цілому, нафтовилучення залежить від багатьох чинників, шляхи керування якими нині відомі або вивчаються, хоч більша частка запасів нафти усе ж залишається в пласті. Збільшення коефіцієнта нафтовилучення — актуальна і важлива задача державного значення, на розв'язування якої спрямовані зусилля нафтовиків.

Іноді в ході проведення прогнозних розрахунків Н. вводять додатково коефіцієнти, які дають змогу враховувати несприятливий вплив інших факторів. Розрізняють поточне Н. (яке визначається в процесі розробки родовища), кінцеве (на момент завершення розробки, яке здійснюється на природних режимах виснаження покладу), додаткове (досягається застосуванням методів підвищення Н. пласта), а також безводне (визначається до моменту прориву води у видобувні свердловини). Син. — нафтовіддача (не рекоменд.).

## Різновиди

### Нафтовилучення кінцеве
Нафтовилучення кінцеве, (рос. конечное нефтеизвлечение; англ. ultimate oil recovery; нім. finale Erdölförderung f) — досягнуте нафтовилучення із пласта на межі економічної доцільності його експлуатації. Коефіцієнт Н.к. прямує до нуля не тільки за нескінченного розрідження сітки свердловин, але й за її нескінченного ущільнення. Це пов'язано з тим, що за дуже щільної сітки свердловин витрати на їх експлуатацію настільки великі, що собівартість навіть перших тонн нафти, видобутих із пласта, значно перевищує граничну собівартість нафти (через значне зниження граничної обводненості продукції і малий об'єм води, яка пройшла через пласт). Розрідження сітки свердловин призводить до зменшення Н.к. внаслідок переривчастості пласта, його неоднорідності і т. ін. За деякої густоти сітки свердловин спостерігається максимум коефіцієнта Н.к., а оптимальний коефіцієнт Н. к. зміщений відносно максимального в сторону меншої густоти сітки свердловин (у бік більшої площі, що припадає на одну свердловину), що покращує загальні економічні показники розробки.

### Нафтовилучення фізичне
Нафтовилучення фізичне, (рос. физическое нефтеизвлечение; англ. physical oil recovery; нім. physikalische Erdölförderung f) — максимально можливе нафтовилучення із пласта за заданого режиму його розробки незалежно від тривалості і вартості його отримання. На Н.ф. впливають лише геолого-фізичні фактори. Коефіцієнт Н.ф. прямує до нуля за нескінченного розрідження сітки свердловин і прямує до максимальної значини за нескінченного ущільнення сітки свердловин.

## Поршневе витіснення нафти водою
Поршневе витіснення нафти водою — модель ідеального витіснення нафти водою, коли в пласті між нафтою і водою існує чітка межа поділу, попереду якої рухається нафта, а позаду — тільки вода, тобто біжучий водонафтовий контакт збігається з фронтом витіснення, а залишкова нафтонасиченість за фронтом витіснення залишається постійною.

## Інтенсифікація нафтовилучення
Дивись також Класифікація методів підвищення нафтовилучення
З проблемою підвищення обсягів нафтовилучення з пластів уже декілька десятиліть стикаються нафтові компанії в різних регіонах світу, у тому числі і нафтогазопромислових регіонів України. Однак різні періоди розробки родовищ характеризуються різними підходами до її вирішення і уявленнями про ефективність та область застосування методів і конкретних технологій підвищення обсягів нафтовилучення.
У світовій практиці загальноприйняті два терміни, які поєднують методи впливу на нафтовий об'єкт з метою поліпшення нафтовидобутку: Enhanced Oil Recovery (EOR) і Improved Oil Recovery (IOR). До першого відносяться методи, які ґрунтуються на застосуванні витіснювальних агентів, відмінних від води (теплові, газові, хімічні і мікробіологічні методи); другий термін включає технології впливу на свердловину й інші методи, що призводять до інтенсифікації видобування нафти і побічно до збільшення нафтовилучення.
Методи першої групи в наведеній класифікації — методи підвищення нафтовилучення є комплексом принципових технологічних рішень, спрямованих на поліпшене вироблення запасів нафти порівняно з традиційним методом заводнення. При цьому забезпечується зміна структури дренованого об'єму пласта — збільшення коефіцієнта витіснення вуглеводнів, збільшення охоплення пласта дією, зміна фізико-хімічних характеристик системи «колектор — пластові флюїди — витіснювальний агент». Особливістю цих методів є необхідність проведення значних науково-дослідних робіт у кожному конкретному випадку, а також їх висока вартість, підвищений технологічний і економічний ризик.
На сьогоднішній день у світовій практиці EOR методи класифікуються таким чином:
1) теплові методи: — паротеплова дія на пласт; — внутрішньопластове горіння; — витіснення нафти гарячою водою; — пароциклічні обробки свердловин;
2) газові методи: — дія на пласт вуглеводневим газом; — дія на пласт двоокисом вуглецю; — дія на пласт азотом; — дія на пласт димовими газами;
3) хімічні методи: — витіснення нафти розчинами ПАР; — витіснення нафти розчинами полімерів та іншими загущуючими агентами; — витіснення нафти пінними системами; — витіснення нафти лужними розчинами; — витіснення нафти кислотами; — витіснення нафти композиціями хімічних реагентів; — мікробіологічна дія;
4) гідродинамічні методи: — залучення до розробки недренованих запасів нафти; — бар'єрне заводнення на газонафтових покладах; — нестаціонарне (циклічне) заводнення;
5) фізичні методи: — хвильові методи; — гідророзрив пласта; — буріння бокових стовбурів (в тому числі горизонтальних).
До другої групи, що включає гідродинамічні методи підвищення нафтовилучення з пластів, входять способи і технології, успішно апробовані сучасною наукою і практикою, що використовують типові задачі і рішення на основі розроблених програмно-імітаційних моделей. Ці методи часто є необхідною частиною проектів першої групи методів.
У світі особлива увага приділяється застосуванню так званих третинних методів підвищення нафтовилучення (Tertiary oil recovery — метод нафтовидобутку, що підвищує продуктивність нафтових свердловин. Здійснюється при штучному підтриманні енергії пласта або штучній зміні фізико-хімічних властивостей нафти). Так, в США видобування нафти за рахунок EOR методів у 90-ті роки і пізніше забезпечували теплові і газові методи. У відсотковому співвідношенні додатковий видобуток нафти від загального за рахунок EOR методів в США становив 13,4 %.
Нафтові компанії США і Канади впроваджують методи підвищення нафтовилучення при введенні родовища в розробку, після завершення першої або другої стадії розробки пластів. За об'ємами видобутку нафти за рахунок нових методів підвищення нафтовилучення та кількості впроваджених у промислових масштабах проектів США займають перше місце у світі. У 2000 році в США додатковий видобуток нафти за рахунок методів підвищення нафтовилучення становив понад 37,6 млн т або близько 12 % від загального обсягу видобутку нафти.
В інших країнах із значними обсягами впровадження нових методів підвищення нафтовилучення додатковий видобуток нафти у 2000 році тримався на рівні: у Венесуелі — 22,3 млн т (крім того, ще 7,8 млн т видобутку важких бітумів при дії на пласт паротепловими методами); в Канаді — 12,1 млн т (крім того ще 12,1 млн т, які видобуваються з бітумінозних пісковиків у відкритих розрізах); в КНР — 14,6 млн т.
З усіх способів підвищення нафтовилучення найбільш розповсюдженими будуть залишатися — закачування пари та газів. Інші методи, включаючи і хімічні, полімерні, мікробіологічні, зможуть збільшити обсяги впровадження тільки після значного вдосконалення технологій їх застосування.